# Microthelphusa racenisi
Microthelphusa racenisi is een krabbensoort uit de familie van de Pseudothelphusidae. De wetenschappelijke naam van de soort is voor het eerst geldig gepubliceerd in 1966 door Rodríguez.